# Cantone di La Chèze
Il Cantone di La Chèze era una divisione amministrativa dell'Arrondissement di Saint-Brieuc.
A seguito della riforma approvata con decreto del 13 febbraio 2014, che ha avuto attuazione dopo le elezioni dipartimentali del 2015, è stato soppresso.

## Composizione
Comprendeva 9 comuni:
- Le Cambout
- La Chèze
- Coëtlogon
- La Ferrière
- Plémet
- Plumieux
- La Prénessaye
- Saint-Barnabé
- Saint-Étienne-du-Gué-de-l'Isle